# صالح عبد الحي
صالح عبد الحي (16 أغسطس 1896 - 5 مارس 1962) هو مغني وملحن مصري، وفارس الغناء التقليدي فنان مصري من أعلام الغناء الشرقي الأصيل.

## حياته
تتضارب المعلومات حول تاريخ ولادته فمنهم من يرجعها إلى عام 1889 ومنهم من يقول أنها كانت في عام 1896. أمضى نصف قرن كاملة في الغناء المتواصل وتتلمذ على يد عبده الحامولي وعبد الحي حلمي وسلامة حجازي ولم يكن في مثل علمهم بأصول الغناء وقواعد الإيقاع والأداء ولكنه لم يكن أقل منهم في موهبة الغناء.
لم يتزوج صالح عبد الحي وبالتالي لم ينجب، وعاش حياته طولا وعرضا للغناء ولنفسه حاملا راية الغناء المصري قديمه وحديثه، حفيظا على التراث العربي الأصيل.
رحل عام 1962

## مسيرته
امتاز بعذوبة الصوت وحلاوة النغمة وامتداد النفس وشدة الحرص على تقاليد الغناء الشرقي الأصيل ويمثل صالح عبد الحي الصلة الأخيرة بين عهدين منفصلين من عهود النهضة الفنية وهما عهد عبده الحامولي ومحمد عثمان وعهد أم كلثوم وعبد الوهاب ورياض السنباطي الذي لحن له باقة من أجمل أغانيه.
شغف صالح عبد الحي بالاستماع للموشحات من تلك الفئة التي كان يطلق عليها لفظ الصهبجية وهم صحبة كانت تحيي الحفلات الساهرة حتى مطلع الفجر. وكان كل منهم له صنعته في الصباح، فمن أسمائهم يبين أنهم هواة، لهم حرفتهم البعيدة عن الفن أصلا.

### نجوم مدرسة الصهبجية
- البوشي البولاقي
- الحريري
- المكوجي
- الطراربشي
- الحلواني
- كريم الخياط
- محمود الخضري

تعلم صالح عبد الحي موازي الإيقاعات «الضروبات» وهي من أهم أسس الفن الموسيقي، وذلك من الحاج راشد والحاج خليل وعزوز الصهبجي، ومن الطريف أن الصهبجية كانت تغني كلاما غير موزون في الغالب، ولكنها كانت تتحايل على وزن الضروب في اللحن ببعض الآهات، فكانت بذلك تمهد لأداء الموشحات ذات الصيغة الصحيحة السليمة.
ثم جاءت الخطوة التالية في حياة صالح عبد الحي حين تتلمذ على يد محمد عمر عازف القانون الكبير في تخت يوسف المنيلاوي وتخت عبد الحي حلمي، خال صالح عبد الحي. بدا عبد الحي عمله الفني الجاد بغناء الموال، وبرع فيه، حتى سيطر على هذا اللون بالوسط الفني، واجتذب صوته الصادح الرنان جماهير المعجبين، وانتزع الصدارة من منافسيه أمثال: زكي مراد والد ليلى مراد ومنير مراد، والشيخ السيد الصفتي ومحمد سالم العجوز وعبد اللطيف البنا، ثم زاول صالح عبد الحي جميع أنواع القوالب الموسيقية الغنائية وتفوق على زملائه وأصبح نجم عصره.
كان صالح عبد الحي قويا، وحلو الصوت، فظل الفارس الفرد في الغناء التقليدي حي قبل رحيه في أوائل الستينات، وكان يغني يدون مكبر للصوت في الأماكن المفتوحة أو المغلقة، والسرادقات، حتى إذا ما ظهرت الإذاعات الأهلية، وبعدها إذاعة الدولة، فكانت فرحة كبيرة لمحبي فن صالح لكي يستمعوا إلى غنائه الذي لا يبارى، وظل هو الحارس الأمين لألحان عبد الرحيم المسلوب وعبده الحامولي ومحمد عثمان وأبو العلا محمد وغيرهم من أساطين التلحين والغناء.
على أن صالح عبد الحي قد ساهم أيضا في مجال المسرح الغنائي. فعندما اختلفت منيرة المهدية مع محمد عبد الوهاب عام 1927 أثناء تقديمها للمسرحية الغنائية  «كليوبترا ومارك أنطوان»، دعت منيرة صالح عبد الحي لكي يقوم بدور انطونيو.
وبعد هذه التجربة، ألف فرقة مسرحية غنائية باسمه عام 1929، ولحن له زكريا أحمد ومحمد القصبجي، ولكن كان المسرح الغنائي قد أفل نجمه. وبدت الأزمة الاقتصادية العالمية تؤثر على الاقتصاد المصري، فتدهور المسرح الغنائي وحلت فرقة صالح عبد الحي المسرحية.
غنى صالح عبد الحي ألحان الملحنين القدامى والمحدثين الذين حافظوا على روح الغناء المصري الأصيل مثل:
- محمد القصبجي
- مصطفى رضا بك
- أحمد عبد القادر
- أحمد صدقي
- مرسي الحريري
- محمد قاسم